# Keinan Davis
Keinan Vincent Joseph Davis (ur. 13 lutego 1998 w Stevenage) – angielski piłkarz występujący na pozycji napastnika w Aston Villi.